# SP-261
A SP-261 é uma rodovia transversal do estado de São Paulo, administrada pelo Departamento de Estradas de Rodagem do Estado de São Paulo (DER-SP) e pela concessionária EixoSP.

## Denominações
Recebe as seguintes denominações em seu trajeto:
Nome:	Osni Mateus, Rodovia
- De - até:	SP-270 Cerqueira César - Lençóis Paulista - Pederneiras
- Legislação:	LEI 3.754 DE 23/06/83

Nome:	César Augusto Sgavioli, Rodovia
- De - até:	Pederneiras - Boracéia
- Legislação:	LEI 1.853 DE 29/11/78

Nome:	Bráz Fortunato, Rodovia
- De - até:	Boracéia - Bariri
- Legislação:	LEI 3.076 DE 10/11/81

## Descrição
Principais pontos de passagem: SP 270 - Cerqueira César - Lençóis Paulista - Pederneiras - Bariri

## Características

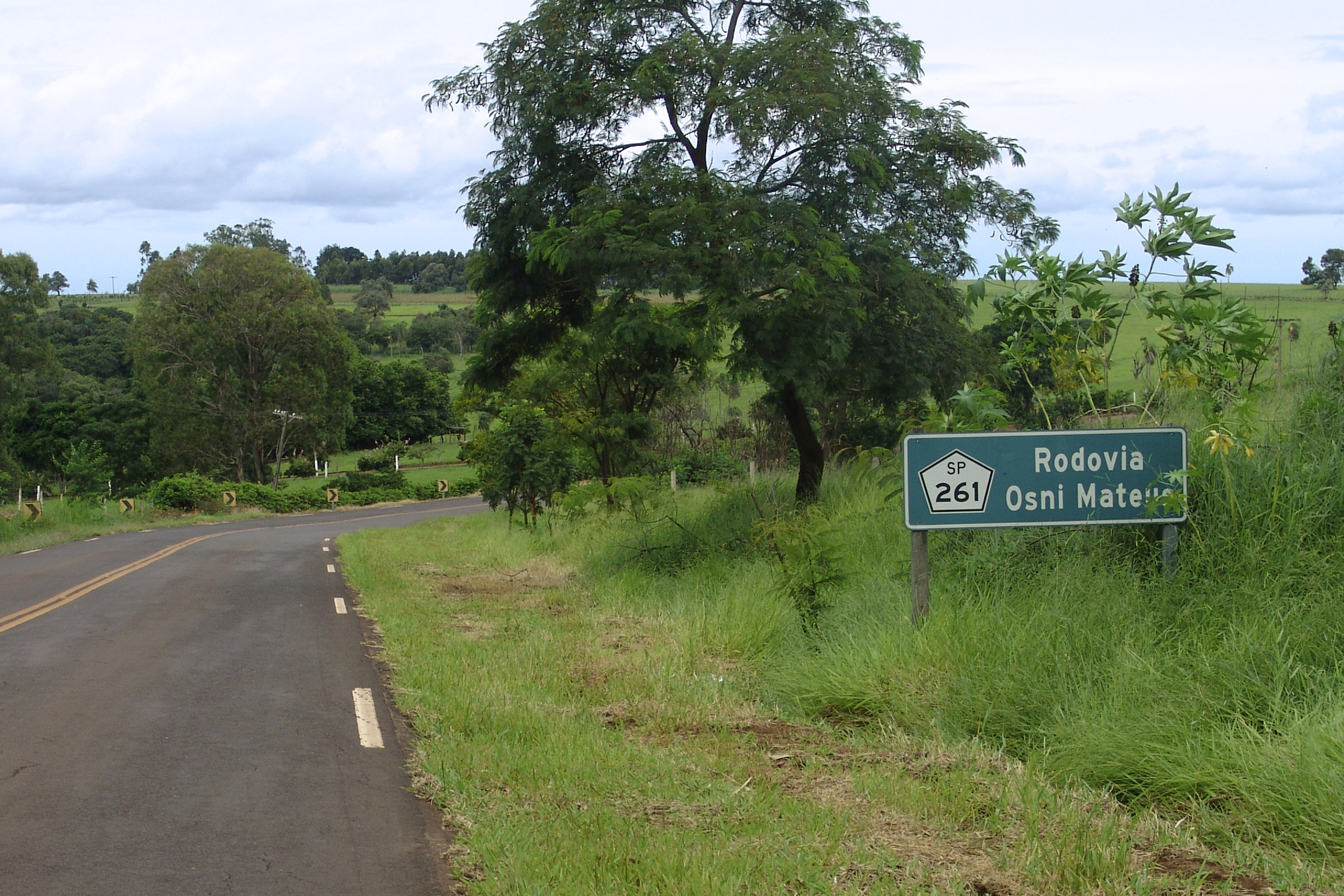
Trecho da SP-261.

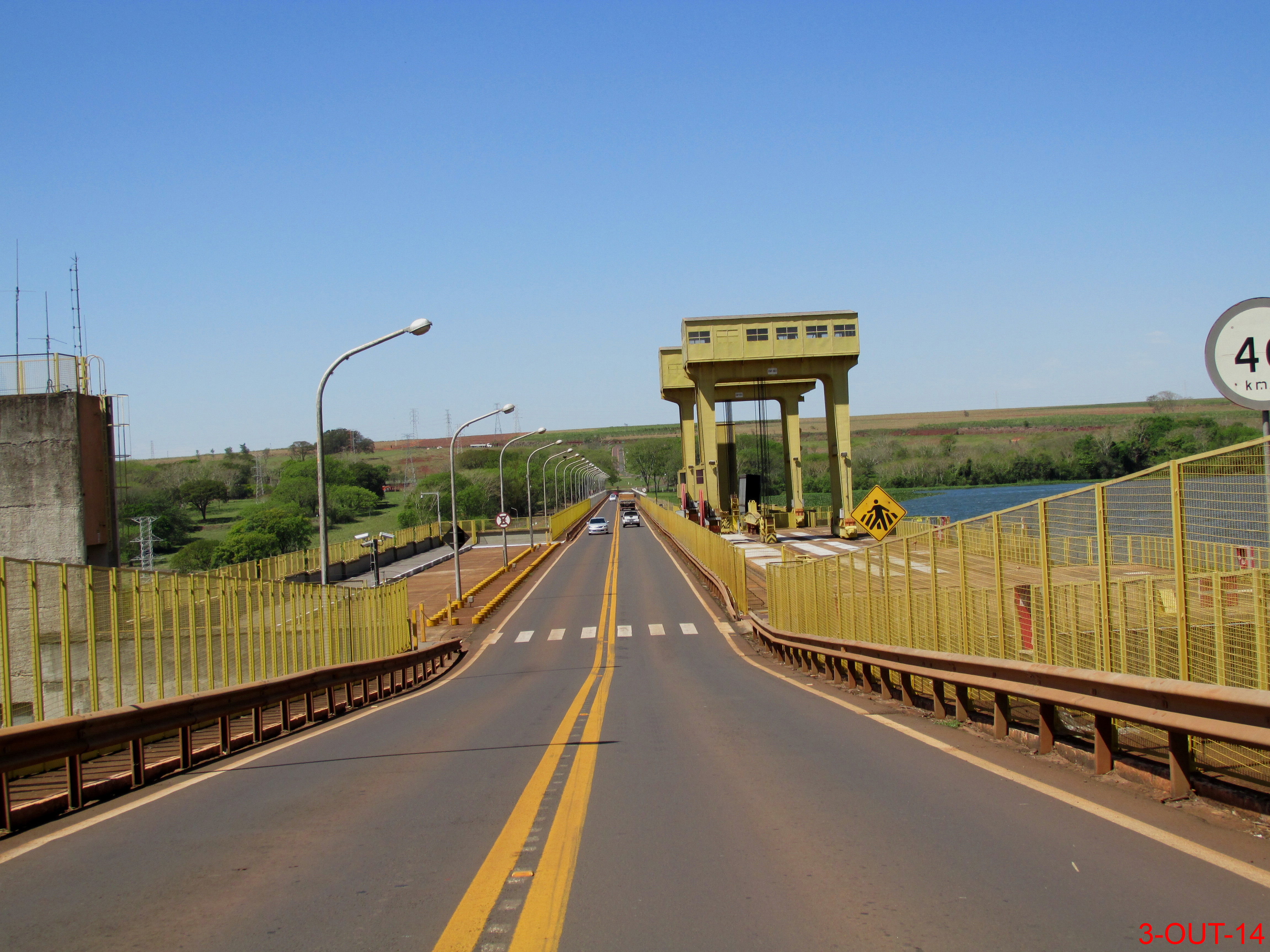
Trecho da SP-261 sobre a Usina Hidrelétrica de Bariri.

### Extensão
- Km Inicial: 0,000
- Km Final: 183,650

### Localidades atendidas
- Piraju
- Cerqueira César
- Águas de Santa Bárbara
- Iaras
- Borebi
- Lençóis Paulista
- Macatuba
- Vanglória
- Pederneiras
- Boracéia
- Bariri